# Operation Thunderbolt (datorspel)
Operation Thunderbolt är ett datorspel som spelas med ljuspistol utvecklat och utgivet av Taito, släppt 1988 på arkad och senare till hemdatorer och Super Nintendo Entertainment System. Spelet är en uppföljare till Operation Wolf.

## Handling
Terrorister har kapat ett flygplan och landat det i Afrika och hotar att avrätta gisslan om inte deras krav följs. Roy Adams, huvudpersonen i Operation Wolf, får i uppdrag att rädda gisslan, med sin lagkamrat Hardy Jones.

## Spelsystem
Spelets princip är identisk med Operation Wolf genom att man måste skjuta ner så många fiender som möjligt och samtidigt undvika att döda gisslan. Till skillnad från föregångaren rullar landskapet i detta spel inte bara i sidled utan också i djupled. Detta för att skapa en 3D-effekt. Medan föregångaren bara har ett enspelarläge kan man spela två spelare på en gång i detta spel.

## Mottagande
Commodore User gav arkadversionen 9/10 i betyg och skrev att spelet tar "de bästa elementen i Operation Wolf, den lysande grafiken och tandgnisslande actionsprängandet, lägger till ett alternativ för två spelare, ett helt nytt perspektiv och några riktigt smarta scenarioidéer." ACE gav spelet 927/1000 i betyg. Svenska Hemdatornytt ansåg att spelet var ett dåligt shoot'em up spel med bra grafik och hyfsat ljud, och gav spelet 50/100 i medelvärde. Datormagazin ansåg att spelet egentligen bara var en direkt fortsättning av föregångaren, med skillnaden att man kan spela två personer samtidigt vilket de tyckte höjer spelvärdet, och gav Amigaversionen 8/10 i betyg, senare gav de C64-versionen 6/10 i medelbetyg.